# Шеффілд (Айова)
Шеффілд (англ. Sheffield) — місто (англ. city) в США, в окрузі Франклін штату Айова. Населення — 1130 осіб (2020).

## Географія
Шеффілд розташований за координатами 42°53′19″ пн. ш. 93°12′25″ зх. д. / 42.88861° пн. ш. 93.20694° зх. д. (42.888717, -93.207078).  За даними Бюро перепису населення США в 2010 році місто мало площу 14,46 км², з яких 14,38 км² — суходіл та 0,07 км² — водойми.

## Демографія
Згідно з переписом 2010 року, у місті мешкали 1172 особи в 480 домогосподарствах у складі 323 родин. Густота населення становила 81 особа/км².  Було 510 помешкань (35/км²).
Расовий склад населення:
| - 98,2 % — білих - 0,5 % — азіатів - 0,3 % — корінних американців - 0,2 % — чорних або афроамериканців - 0,1 % — вихідців з тихоокеанських островів |

До двох чи більше рас належало 0,6 %. Частка іспаномовних становила 0,9 % від усіх жителів.
За віковим діапазоном населення розподілялося таким чином: 23,5 % — особи молодші 18 років, 53,8 % — особи у віці 18—64 років, 22,7 % — особи у віці 65 років та старші. Медіана віку мешканця становила 44,6 року. На 100 осіб жіночої статі у місті припадало 90,3 чоловіків;  на 100 жінок у віці від 18 років та старших — 88,1 чоловіків також старших 18 років.
Середній дохід на одне домашнє господарство  становив 59 308 доларів США (медіана — 48 036), а середній дохід на одну сім'ю — 73 765 доларів (медіана — 64 338). Медіана доходів становила 44 500 доларів для чоловіків та 36 591 долар для жінок. За межею бідності перебувало 11,8 % осіб, у тому числі 23,4 % дітей у віці до 18 років та 5,6 % осіб у віці 65 років та старших.
Цивільне працевлаштоване населення становило 513 особи. Основні галузі зайнятості: виробництво — 23,2 %, освіта, охорона здоров'я та соціальна допомога — 22,4 %, науковці, спеціалісти, менеджери — 9,2 %, мистецтво, розваги та відпочинок — 8,2 %.